# Liliana Fernández
Pour les articles homonymes, voir Fernández.
Liliana Fernández Steiner, née le 4 janvier 1987 à Alicante (Espagne), est une joueuse de beach-volley espagnole. Elle a notamment été médaillée de bronze en 2012 et en 2019, et médaillée d'argent en 2013 aux Championnats d'Europe de beach-volley en compagnie de sa compatriote Elsa Baquerizo.

## Carrière

### Les débuts
Liliana Fernández Steiner commence le beach-volley professionnel en participant aux Youth World Championship de Saint-Quay-Portrieux (France) avec sa compatriote Nuria Moncunill en 2005. Elle s'associe avec plusieurs de ses compatriotes entre ses débuts et la fin d'année 2007, puis se stabilise en duo avec Elsa Baquerizo à partir de 2008.

### Les principaux faits d'armes
Avec Elsa Baquerizo, elle termine à la seconde place lors des Tournois Open d'Åland (Finlande) en septembre 2012, de Fuzhou (Chine) en avril 2013 et de Sotchi (Russie) en mai 2016.
Outre ses deux médailles aux Championnats d'Europe de beach-volley, sa principale performance à ce jour reste une seconde place lors du Grand Chelem de Stavanger (Norvège) en juin 2014.

## Palmarès

### Jeux olympiques d'été
- Pas de performance significative à ce jour...

### Championnats du Monde
- Pas de performance significative à ce jour...

### Championnats d'Europe
- Médaille d'argent en 2013 à Klagenfurt (Autriche) avec Elsa Baquerizo
- Médaille de bronze en 2019 à Moscou (Russie) avec Elsa Baquerizo
- Médaille de bronze en 2012 à Scheveningen (Pays-Bas) avec Elsa Baquerizo